# Elijah S. Grammer
Elijah Sherman Grammer, född 3 april 1868 i Quincy, Missouri, död 19 november 1936 i Seattle, Washington, var en amerikansk republikansk politiker och affärsman. Han representerade delstaten Washington i USA:s senat 1932-1933.
Grammer studerade vid Bentonville College i Arkansas. Han flyttade 1887 till Washingtonterritoriet. Han återvände 1892 till Arkansas och flyttade sedan 1897 till Alaskadistriktet (senare känt som Alaskaterritoriet och ännu senare som delstaten Alaska). Han flyttade 1901 till Seattle. Han var länge verksam inom affärslivet i delstaten Washington. Han var 1916-1917 ordförande för delstatens arbetsgivarorganisation. Han deltog sedan i första världskriget som major i USA:s armé.
Senator Wesley Livsey Jones kandiderade 1932 till omval men förlorade mot demokraten Homer Bone. Valet gällde en sexårig mandatperiod med början den 4 mars 1933. Jones avled sedan 19 november 1932 i ämbetet en kort tid efter sin valförlust. Grammer blev utnämnd till senaten fram till slutet av Jones mandatperiod. Då den nya mandatperioden började, efterträddes han sedan av Bone.
Grammer är begravd på Lake View Cemetery i Seattle.